# Schilfradspinne
Die Schilfradspinne (Larinioides cornutus) ist eine Spinnenart aus der Familie der Echten Radnetzspinnen (Araneidae).

## Körperbau
Die Schilfradspinne ist etwas kleiner als die bekannte Gartenkreuzspinne. Die Weibchen werden 9 bis 13 Millimeter groß, die Männchen sechs bis acht Millimeter. Die Färbung des Hinterkörpers (Opisthosoma) ist sehr variabel. Die Farbpalette reicht von schwarz-weiß über dunkelbraun-hellbraunrosa-weiß bis zu dunkelbraun-rotbraun. Am vorderen Ende des Hinterkörpers befindet sich ein dunkler Keilfleck. Er ist mit einer breiten hellen Umrandung versehen, die sich nach hinten weiter verbreitert. Weiter hinten befindet sich eine Blattzeichnung, die hell eingerahmt und mit hellen Querstreifen durchsetzt ist.
Der Vorderkörper (Prosoma) hat eine dunkle Grundfärbung und ist hell behaart.

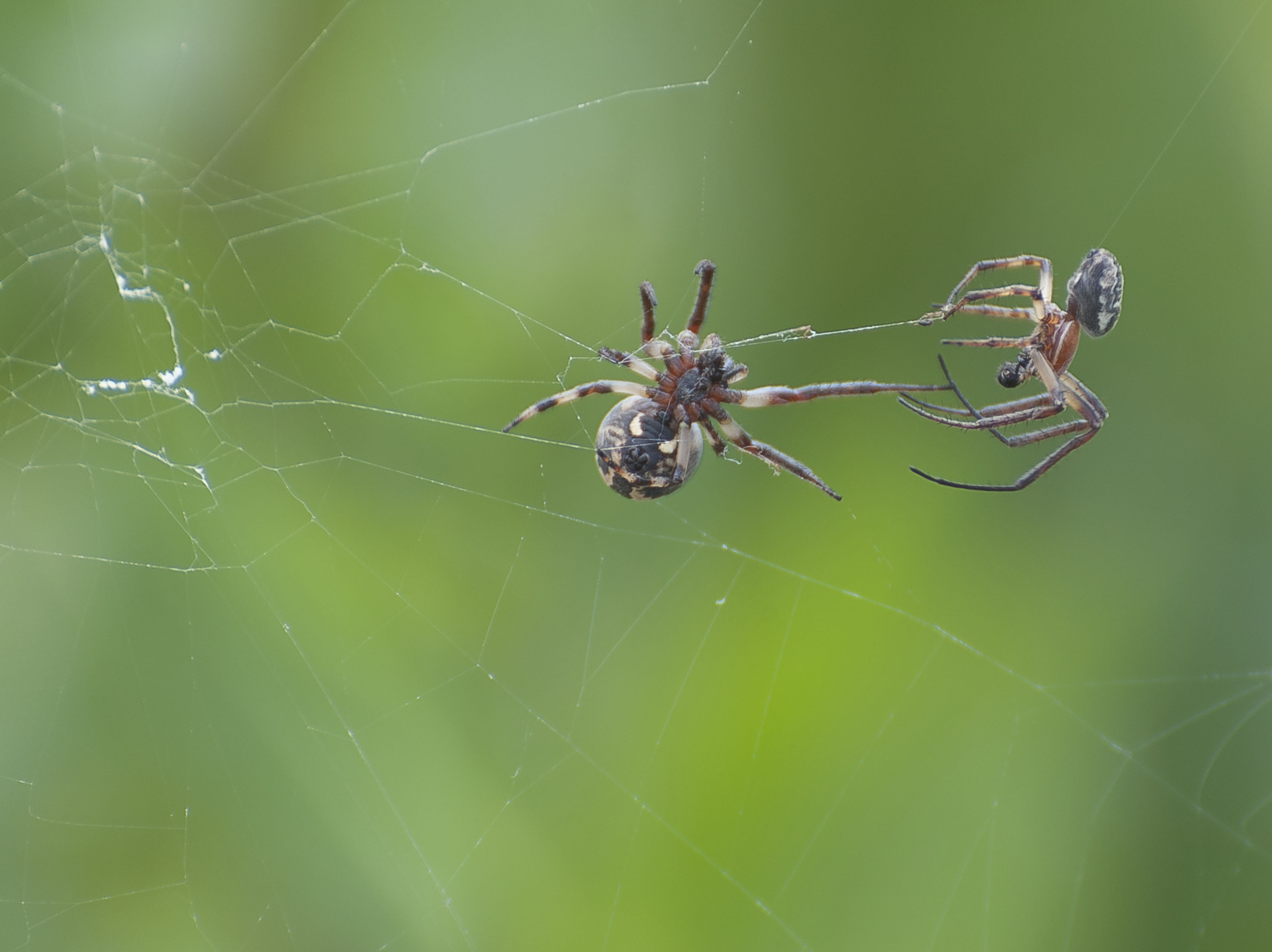
Weibchen (l) und Männchen (r) im Netz

Die Männchen der Schilfradspinne haben einen kleineren Hinterkörper und längere Beine. Die Zeichnung des Hinterkörpers ist außerdem meist kontrastreicher als bei den Weibchen.

### Ähnliche Arten
Die Brückenkreuzspinne (Larinioides sclopetarius) und die Gerandete Schilfradspinne (Larinioides patagiatus) ähneln der Schilfradspinne in Größe und Aussehen. Sie können aber durch die im Detail unterschiedliche Zeichnung von Opisthosoma und Prosoma und anhand der unterschiedlichen Lebensräume von dieser unterschieden werden. Zur sicheren Bestimmung ist die Form der Epigyne und der Pedipalpen zu vergleichen.

## Verhalten
Die Schilfradspinne webt ihr Radnetz zwischen stabileren Gräsern, an niedrigen Büschen und im Schilf. Am Rand des Netzes baut sie einen dicht gewobenen, meist nach unten offenen Schlupfwinkel. Dort hält sich die Spinne tagsüber bevorzugt auf; im Netz ist sie meist nur nachts zu finden. Während der Paarungszeit im Frühling und Herbst hält sich das Männchen in der Nähe des Netzes des Weibchens auf und lebt sogar mit dem Weibchen längere Zeit zusammen im Schlupfwinkel. Dort erfolgt auch die Eiablage. Die Kokons werden im Schlupfwinkel befestigt und dort weiter bewacht.

## Vorkommen und Verbreitung

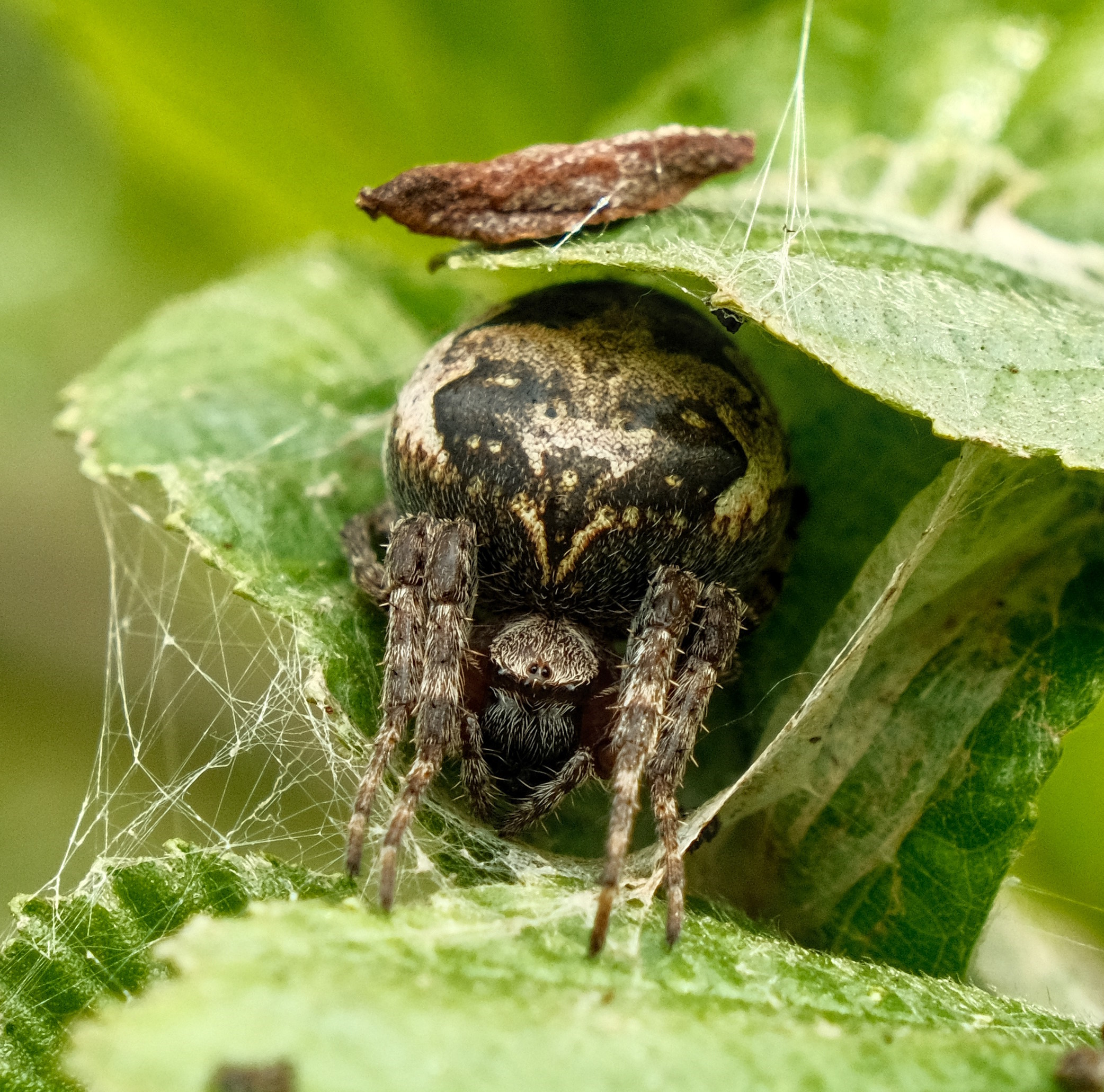
Schilfradspinne im Naturschutzgebiet Spreetal zwischen Neubrück und Fürstenwalde

Sie ist eine typische Vertreterin in Küstenbiotopen, Niedermooren, Streuobstwiesen und an Binnengewässern. Seltener ist sie in Hochmooren oder Feuchtwiesen anzutreffen. Sie teilt sich ihren Lebensraum häufig mit der Gemeinen Streckerspinne (Tetragnatha extensa) und mit der Zwergspinne Erigone atra. Die Schilfradspinne ist in ganz Europa verbreitet und nicht selten.